# 苗栗客運頭份總站
苗栗客運頭份總站位於頭份市上公園市中心，地址為苗栗縣頭份市中正路206號，苗栗客運大樓內，為苗栗客運總公司所在地，與國光客運頭份站共站，設有服務人員、售票月臺、月票發售、公路客運運輸及車輛出租（遊覽車、交通車、專車出租）、一卡通、學生卡、通勤卡、苗栗縣敬老愛心卡等電子票證服務）、月台、公共廁所、跨縣市客運業務、液晶電視服務，服務方便。苗栗客運苗栗站車輛設有多卡通裝置，可使用「悠遊卡」、「一卡通」、「iCash 2.0」等電子票證。

## 構造與月臺路線
苗栗客運頭份總站使用鋼筋混泥土製之地上四層大樓，與國光客運共站。
- 第一月台：往新竹、五分碑、頂大埔、新竹高商專車、新竹高工專車：5801、5807、5807A
- 第二月台：往新竹、竹南、新竹高中專車、新竹女中專車：5803~5806、5810、5823
- 第三月台：國光客運1823、1823A
- 第四月台：往造橋經高鐵、後龍經高鐵、育達大學、苗栗高中專車、苗栗高商專車：5803、5807、5807A
- 第五月台：往大坪、明德水庫、苗栗、苗栗農工專車：5801
- 第六月台：往斗煥坪、珊珠湖、三灣、大南埔、獅頭山、南庄：5804~5806
- 第七月台：往富興、風爐缺、永和山水庫、水流東、亞太學院、興華中學專車：5810、5812、5823
- 第八月台：往後庄、龍鳳宮、海口、建台中學專車：5813
- 第九月台：臺灣好行南庄線

## 行經路線

### 國光客運
- 1823竹南⇔頭份⇔（林口長庚醫院）⇔台北

### 苗栗客運
- 5801新竹⇔頭份⇔大坪⇔苗栗
- 5803新竹⇔竹南⇔頭份⇔造橋⇔高鐵苗栗站⇔苗栗
- 5804竹南東站⇔頭份⇔大南埔⇔南庄
- 5805竹南⇔頭份⇔獅頭山⇔南庄
- 5806竹南⇔頭份⇔ 大南埔⇔南庄
- 5807新竹⇔頭份⇔後龍
- 5807A新竹⇔頭份⇔高鐵苗栗站⇔後龍
- 5810竹南⇔頭份⇔富興
- 5812風爐缺⇔頭份⇔永和山水庫
- 5813頭份⇔後庄⇔海口里
- 5823新竹⇔牛埔⇔新城⇔水流東⇔頭份⇔竹南

## 車站周邊
- 上公園
- 臺1線
- 國光客運
- 尚順育樂世界
- 威秀影城頭份尚順
- 星巴克頭份尚順店
- UNIQLO優衣庫頭份尚順店
- 大潤發頭份店
- 尚順廣場
- 中華市場
- 中山市場
- 頭份國小
- 頭份市立圖書館
- 頭份市公所
- 頭份市民代表會
- 頭份國中
- 苗栗縣立興華高級中學
- 為恭紀念醫院
- 重光醫院